# Шас-сюр-Рон
Шасс-сюр-Рон (фр. Chasse-sur-Rhône) — коммуна во Франции, находится в регионе Рона — Альпы. Департамент коммуны — Изер. Входит в состав кантона Вьен-1. Округ коммуны — Вьенн.
Код INSEE коммуны — 38087. Население коммуны на 2012 год составляло 5500 человек. Населённый пункт находится на высоте от 145 до 290 метров над уровнем моря. Муниципалитет расположен на расстоянии около 410 км юго-восточнее Парижа, 21 км южнее Лиона, 85 км северо-западнее Гренобля. Мэр коммуны — M. Claude Bosio, мандат действует на протяжении 2014—2020 гг.
Динамика населения (INSEE):

## Города-побратимы
- Нор Ачин, Армения (1998)
- Кампобелло-ди-Ликата, Италия (2003)